# Zagros
Zagrosbjergene (persisk: رشته كوه زاگرس, kurdisk: Çîyayên Zagrosê) udgør Iran og Iraks største bjergkæde. Den har en længde på 1500 km fra Vestiran, mere specifikt Kurdistanregionen ved grænsen med Irak til det sydlige del af den persiske bugt. Bjergkæden ender ved Hormuzstrædet. De højeste punkter i Zagroskæden er Zard Kuh (4.548 m) og Mt. Dena (4.359 m). 